# Altenheim
Altenheim is een gemeente in het Franse departement Bas-Rhin (regio Grand Est) en telt 215 inwoners (1999). De plaats maakt deel uit van het arrondissement Saverne.

## Geografie
De oppervlakte van Altenheim bedraagt 2,7 km², de bevolkingsdichtheid is 79,6 inwoners per km².
De onderstaande kaart toont de ligging van Altenheim met de belangrijkste infrastructuur en aangrenzende gemeenten.

## Demografie
Onderstaande figuur toont het verloop van het inwonertal (bron: INSEE-tellingen).